# Pseudeucythere
Pseudeucythere is een geslacht van kreeftachtigen uit de klasse van de Ostracoda (mosselkreeftjes).

## Soorten
- Pseudeucythere biplana Ayress, 1995 †
- Pseudeucythere filiornata Hartmann, 1989
- Pseudeucythere parapubera (Whatley & Downing, 1984) McKenzie, Reyment & Reyment, 1993 †
- Pseudeucythere pseudosubovalis (Whatley & Downing, 1984) McKenzie, Reyment & Reyment, 1991 †
- Pseudeucythere pubera Bonaduce, Ciampo & Masoli, 1975